# Rugby union na Igrzyskach Azjatyckich 1998
Turniej rugby union na Igrzyskach Azjatyckich 1998 odbył się w Bangkoku w dniach 7–18 grudnia 1998 roku. Areną zmagań mężczyzn w dwóch odmianach rugby – piętnastoosobowej i siedmioosobowej – był kompleks sportowy Muang Thong Thani.
Rugby union w programie tych zawodów pojawiło się po raz pierwszy.

## Podsumowanie

### Klasyfikacja medalowa
| Klasyfikacja medalowa | Klasyfikacja medalowa | Klasyfikacja medalowa | Klasyfikacja medalowa | Klasyfikacja medalowa | Klasyfikacja medalowa |
| Miejsce               | Reprezentacja         | Złoto                 | Srebro                | Brąz                  | Razem                 |
| --------------------- | --------------------- | --------------------- | --------------------- | --------------------- | --------------------- |
| 1                     | Korea Południowa      | 2                     | 0                     | 0                     | 2                     |
| 2                     | Japonia               | 0                     | 2                     | 0                     | 2                     |
| 3                     | Chińskie Tajpej       | 0                     | 0                     | 1                     | 1                     |
| 3                     | Tajlandia             | 0                     | 0                     | 1                     | 1                     |
| Razem                 | Razem                 | 2                     | 2                     | 2                     | 6                     |

### Medaliści
| Konkurencja | 1. miejsce       | 2. miejsce | 3. miejsce      |
| ----------- | ---------------- | ---------- | --------------- |
| Rugby union | Korea Południowa | Japonia    | Chińskie Tajpej |
| Rugby 7     | Korea Południowa | Japonia    | Tajlandia       |

## Rugby union

### Grupa A
| Zespół           | Pkt | M | Z | R | P | +   | -  | Uwagi              |
| ---------------- | --- | - | - | - | - | --- | -- | ------------------ |
| Korea Południowa | 6   | 2 | 2 | 0 | 0 | 150 | 6  | Awans do półfinału |
| Sri Lanka        | 4   | 2 | 1 | 0 | 1 | 21  | 96 | Awans do półfinału |
| Tajlandia        | 2   | 2 | 0 | 0 | 2 | 9   | 78 |                    |

| Data       |                  | Wynik  |                  |
| ---------- | ---------------- | ------ | ---------------- |
| 10 grudnia | Korea Południowa | 90 – 3 | Sri Lanka        |
| 12 grudnia | Sri Lanka        | 18 – 6 | Tajlandia        |
| 14 grudnia | Tajlandia        | 3 – 60 | Korea Południowa |

### Grupa B
| Zespół          | Pkt | M | Z | R | P | +   | -   | Uwagi              |
| --------------- | --- | - | - | - | - | --- | --- | ------------------ |
| Japonia         | 6   | 2 | 2 | 0 | 0 | 182 | 14  | Awans do półfinału |
| Chińskie Tajpej | 4   | 2 | 1 | 0 | 1 | 38  | 75  | Awans do półfinału |
| Kazachstan      | 2   | 2 | 0 | 0 | 2 | 14  | 145 |                    |

| Data       |                 | Wynik   |                 |
| ---------- | --------------- | ------- | --------------- |
| 10 grudnia | Japonia         | 118 – 3 | Kazachstan      |
| 12 grudnia | Japonia         | 64 – 11 | Chińskie Tajpej |
| 14 grudnia | Chińskie Tajpej | 27 – 11 | Kazachstan      |

### Faza pucharowa
|  |                  |                  |                  |                   |    |         |         |       |
|  | Półfinały        | Półfinały        | Półfinały        |                   |    | Finał   | Finał   | Finał |
|  | Półfinały        | Półfinały        | Półfinały        |                   |    | Finał   | Finał   | Finał |
|  | 16 grudnia       |                  |                  |                   |    |         |         |       |
|  |                  |                  |                  |                   |    |         |         |       |
|  | Japonia          | Japonia          | 116              |                   |    |         |         |       |
|  | Japonia          | Japonia          | 116              | 18 grudnia        |    |         |         |       |
|  | Sri Lanka        | Sri Lanka        | 0                |                   |    |         |         |       |
|  | Sri Lanka        | Sri Lanka        | 0                |                   |    | Japonia | Japonia | 17    |
|  | 16 grudnia       |                  |                  |                   |    | Japonia | Japonia | 17    |
|  |                  |                  | Korea Południowa | Korea Południowa  | 21 |         |         |       |
|  | Korea Południowa | Korea Południowa | Korea Południowa | Korea Południowa  | 21 | 69      |         |       |
|  | Korea Południowa | Korea Południowa |                  |                   |    |         |         |       |
|  | Chińskie Tajpej  | Chińskie Tajpej  | 5                |                   |    |         |         |       |
|  | Chińskie Tajpej  | Chińskie Tajpej  | 5                | Mecz o 3. miejsce |    |         |         |       |
|  |                  |                  |                  |                   |    |         |         |       |
|  | 18 grudnia       |                  |                  |                   |    |         |         |       |
|  |                  |                  |                  |                   |    |         |         |       |
|  | Sri Lanka        | Sri Lanka        | 20               |                   |    |         |         |       |
|  | Sri Lanka        | Sri Lanka        | 20               |                   |    |         |         |       |
|  | Chińskie Tajpej  | Chińskie Tajpej  | 38               |                   |    |         |         |       |
|  | Chińskie Tajpej  | Chińskie Tajpej  | 38               |                   |    |         |         |       |

## Rugby 7

### Grupa A
| Zespół           | Pkt | M | Z | R | P | +   | -   | Uwagi              |
| ---------------- | --- | - | - | - | - | --- | --- | ------------------ |
| Korea Południowa | 9   | 3 | 3 | 0 | 0 | 113 | 12  | Awans do półfinału |
| Chińskie Tajpej  | 7   | 3 | 2 | 0 | 1 | 78  | 54  | Awans do półfinału |
| Kazachstan       | 5   | 3 | 1 | 0 | 2 | 31  | 108 | Mecz o 5. miejsce  |
| Sri Lanka        | 3   | 3 | 0 | 0 | 3 | 26  | 74  | 7. miejsce         |

| Data      |                  | Wynik   |                 |
| --------- | ---------------- | ------- | --------------- |
| 7 grudnia | Korea Południowa | 56 – 0  | Kazachstan      |
| 7 grudnia | Chińskie Tajpej  | 28 – 12 | Sri Lanka       |
| 7 grudnia | Sri Lanka        | 14 – 17 | Kazachstan      |
| 7 grudnia | Korea Południowa | 28 – 12 | Chińskie Tajpej |
| 7 grudnia | Korea Południowa | 29 – 0  | Sri Lanka       |
| 7 grudnia | Chińskie Tajpej  | 38 – 14 | Kazachstan      |

### Grupa B
| Zespół    | Pkt | M | Z | R | P | +  | -  | Uwagi              |
| --------- | --- | - | - | - | - | -- | -- | ------------------ |
| Japonia   | 6   | 2 | 2 | 0 | 0 | 73 | 5  | Awans do półfinału |
| Tajlandia | 4   | 2 | 1 | 0 | 1 | 33 | 45 | Awans do półfinału |
| Hongkong  | 2   | 2 | 0 | 0 | 2 | 12 | 68 | Mecz o 5. miejsce  |

| Data      |           | Wynik   |           |
| --------- | --------- | ------- | --------- |
| 7 grudnia | Japonia   | 40 – 0  | Hongkong  |
| 7 grudnia | Japonia   | 33 – 5  | Tajlandia |
| 7 grudnia | Tajlandia | 28 – 12 | Hongkong  |

### Faza pucharowa
|  |                  |                  |           |                   |    |                  |                  |       |
|  | Półfinały        | Półfinały        | Półfinały |                   |    | Finał            | Finał            | Finał |
|  | Półfinały        | Półfinały        | Półfinały |                   |    | Finał            | Finał            | Finał |
|  | 8 grudnia        |                  |           |                   |    |                  |                  |       |
|  |                  |                  |           |                   |    |                  |                  |       |
|  | Korea Południowa | Korea Południowa | 28        |                   |    |                  |                  |       |
|  | Korea Południowa | Korea Południowa | 28        | 8 grudnia         |    |                  |                  |       |
|  | Tajlandia        | Tajlandia        | 10        |                   |    |                  |                  |       |
|  | Tajlandia        | Tajlandia        | 10        |                   |    | Korea Południowa | Korea Południowa | 29    |
|  | 8 grudnia        |                  |           |                   |    | Korea Południowa | Korea Południowa | 29    |
|  |                  |                  | Japonia   | Japonia           | 14 |                  |                  |       |
|  | Japonia          | Japonia          | Japonia   | Japonia           | 14 | 14               |                  |       |
|  | Japonia          | Japonia          |           |                   |    |                  |                  |       |
|  | Chińskie Tajpej  | Chińskie Tajpej  | 0         |                   |    |                  |                  |       |
|  | Chińskie Tajpej  | Chińskie Tajpej  | 0         | Mecz o 3. miejsce |    |                  |                  |       |
|  |                  |                  |           |                   |    |                  |                  |       |
|  | 8 grudnia        |                  |           |                   |    |                  |                  |       |
|  |                  |                  |           |                   |    |                  |                  |       |
|  | Tajlandia        | Tajlandia        | 19        |                   |    |                  |                  |       |
|  | Tajlandia        | Tajlandia        | 19        |                   |    |                  |                  |       |
|  | Chińskie Tajpej  | Chińskie Tajpej  | 5         |                   |    |                  |                  |       |
|  | Chińskie Tajpej  | Chińskie Tajpej  | 5         |                   |    |                  |                  |       |

|  | Mecz o 5. miejsce |    |
|  |                   |    |
|  | Kazachstan        | 12 |
|  | Hongkong          | 14 |